# Leptocyrtinus albosetosus
Leptocyrtinus albosetosus là một loài bọ cánh cứng trong họ Cerambycidae.